# Franck Landron
 (mars 2019).
Si vous disposez d'ouvrages ou d'articles de référence ou si vous connaissez des sites web de qualité traitant du thème abordé ici, merci de compléter l'article en donnant les références utiles à sa vérifiabilité et en les liant à la section « Notes et références ».
Pour les articles homonymes, voir Landron.
Franck Landron, né le 24 janvier 1957 à Enghien-les-Bains, est un réalisateur, scénariste, producteur de cinéma et photographe français.

## Biographie
Après des études d'architecture, Franck Landron intègre l'École Louis-Lumière (Promotion « Cinéma » 1982).
Avant de se consacrer à la réalisation et à la production de films - il crée la société Les Films en hiver en 1986 -, il collabore à la revue Cinématographe et travaille comme assistant opérateur sur plusieurs films, dont Jean de Florette et Manon des Sources de Claude Berri. 

## Filmographie

### Réalisateur

#### Longs métrages
- 1989 : Un amour de trop
- 1997 : Le Secret de Polichinelle
- 2004 : Les Textiles

#### Courts métrages
- 1982 : L'Amour noir
- 1982 : In Out
- 1982 : À table
- 1983 : Johnny fais-moi mal
- 1983 : L'Esprit de contradiction
- 1984 : La Lesson de cinéma
- 1999 : Samedi, Dimanche et Fête

### Producteur (Les Films en Hiver)
- 1989 : Un amour de trop de Franck Landron
- 1995 : Revivre de Jean-Luc Raynaud
- 1996 : Mordbüro de Lionel Kopp
- 1997 : Le Secret de Polichinelle de Franck Landron
- 2000 : De la bouche des enfants de Dominique Duthuit
- 2000 : Le Battement d'ailes du papillon de Laurent Firode
- 2000 : Banqueroute d'Antoine Desrosières
- 2001 : Véloma de Marie de Laubier
- 2004 : Les Textiles de Franck Landron
- 2004 : Inguélézi de François Dupeyron
- 2010 : Henry de Francis Kuntz et Pascal Rémy

## Documentaires
- 2007 : Les Crazy de Bollywood de Dominique Dindinaud et Louise de Champfleury
- 2007 : L'Art de vieillir de Jean-Luc Raynaud
- 2008 : Jean-Loup Dabadie ou les Choses de la vie de Nicolas Castrot
- 2010 : À table de Dominique Dindinaud et Louise de Champfleury
- 2011 : Sabine Weiss, une vie de photographe de Franck Landron
- 2011 : Jean-Marc Borello : ni dieu, ni maître, ni actionnaire d'Arnold Montgault & Léa Domenach
- 2011 : Paris Tokyo de Franck Landron
- 2012 : Philippe Bordas, un photographe à poings nus de Franck Landron
- 2012 : Malick Sidibé, le partage de Thomas Glaser
- 2012 : Journées sucrées de Dominique Faysse
- 2012 : Courir de Béatrice Plumet
- 2012 : La Rente et le Bouquet de Dominique Dindinaud et Louise de Champfleury
- 2013 : Claude Nori, un flirt photographique de Franck Landron
- 2013 : Série je t'adore de Dominique Dindinaud et Louise de Champfleury
- 2019 : D'Agata Limite(s) de Franck Landron

## Publications
- EX TIME, éditions Contrejour, 2015
- EyeMazing, the new collectible art photography, coll., Thames & Hudson (UK), Seigensha Art Publishing Inc.(JPN), 2013
- Tree, éditions de l’Œil, 2012
- Tsukiji, le plus grand marché aux poissons du monde, Agnès Viénot éditions, 2008

## Principales expositions
- 2009 :
  - Journal, Centre Iris pour la Photographie, Paris

- 2012 :
  - Végétal, Galerie La Ralentie, Paris (avec Sabrina Biancuzzi)
  - Tree, Galerie La Ralentie, Paris
- 2014 :
  - L’Art et L’Arbre, Château de Nieuil, France (coll.)
  - Emulsions, Galerie La Carpe, Aubeterre/Dronne (coll.)
- 2015 :
  - OUT TIME, Galerie Binôme, Paris, 2015
  - EX TIME, Maison de la Photographie Robert Doisneau, Gentilly
  - Selfie, Brandts Museaum, Odense, Danemark (coll.)